# Dipsas copei
Espèce
Statut de conservation UICN

 LC  : Préoccupation mineure
Synonymes
- Leptognathus copei Günther, 1872

Dipsas copei  est une espèce de serpents de la famille des Dipsadidae.

## Description
Ce serpent se différencie facilement des autres espèces du genre Dipsas présentes dans son aire de distribution. Il est très fin, les yeux sont grands, le museau et la nuque orange sont caractéristiques . C'est une espèce de petite taille, le plus grand spécimen mesuré faisait 82 mm. 

## Répartition
Cette espèce est endémique du plateau des Guyanes. Elle se rencontre en Guyane, au Suriname, au Guyana et dans le sud du Venezuela. Ce serpent est très rare dans toute son aire de répartition.

## Biologie
Cette espèce est très mal connue, on suppose alors qu'il se nourrit de gastéropodes et qu'il pond des oeufs, comme les autres membres du genre Dipsas.

## Étymologie
Cette espèce est nommée en l'honneur d'Edward Drinker Cope.

## Publication originale
- Günther, 1872 : Seventh account of new species of snakes in the collection of the British Museum. Annals and Magazine of Natural History, sér. 4, vol. 9, p. 13-37 (texte intégral)